# 奇罗·维戈里托体育场
奇羅·維戈里托體育場（Stadio Ciro Vigorito）是一座位於意大利南部坎帕尼亞大區貝內文托的多功能體育場，目前主要用於足球比賽，是賓尼雲圖的主場。體育場於1979年啟用，可容納25,000人。

## 外部連結
维基共享资源上的相關多媒體資源：Stadio Ciro Vigorito